# Подводные лодки проекта 659(Т)
Подводные лодки проекта 659 — серия советских атомных подводных лодок, вооружённых шестью крылатыми ракетами П-5 класса «корабль-земля» (по классификации NATO — SS-N-3C «Shaddock-B»). Всего в 1958—1963 годах на заводе № 199 было построено пять лодок проекта 659, все они входили в состав Тихоокеанского флота. После снятия ракет П-5 с вооружения лодки были переоборудованы в торпедный вариант по проекту 659Т и прослужили до конца 1980-х годов. Развитием проекта 659 стали построенные крупной серией ПЛАРК проекта 675, имевшие во многом идентичную конструкцию, но вооружённые восемью противокорабельными ракетами П-6.

## История проектирования и строительства
Проектирование первого советского проекта атомной подводной лодки с крылатыми ракетами было начато в ЦКБ-18 в сентябре 1956 года согласно постановлению Правительства СССР от 25 августа. Главным конструктором проекта 659 был П. П. Пустынцев, его заместителем — Н. А. Климов. Работы велись одновременно с разработкой проекта 658 — первых советских атомных подводных лодок с баллистическими ракетами. Тактико-техническое задание со стороны флота было утверждено Главкомом ВМФ Сергеем Горшковым и предполагало предназначением лодок нанесение ударов по военно-морским базам, промышленным и административным центрам на побережье и в глубине территории на расстояние досягаемости ракет (самолётов-снарядов). В октябре 1957 года Президиум ЦК утвердил план строительства АПЛ, согласно которому к 1961 году должно было завершиться строительство серии из 32 АПЛ проекта 659 с дальнейшим продолжением строительства и в 7-й пятилетке (1961—1965 годы).
Проектирование ракетного комплекса запаздывало относительно носителя, поэтому доработки проекта продолжались вплоть до испытаний головного корабля.

### Строительство головного корабля
Все АПЛ проекта 659 были построены на заводе № 199 имени Ленинского комсомола в Комсомольске-на-Амуре, они стали первыми атомными подводными лодками этого завода и одними из первых в СССР.
Реализация проекта потребовала масштабной модернизации производственной базы: было построено и реконструировано не менее 18 объектов, налажено сотрудничество с предприятиями — поставщиками атомного оборудования, организована подготовка специализированных кадров.
В 1958 году судостроители завершили механическую обработку металлических конструкций корпуса головной лодки проекта 659, после чего секции прочного корпуса были установлены на стапель. К началу 1959 года степень технической готовности корабля достигла 36 % при плановых 26 %. В мае того же года Совет министров СССР поручил заводу ускорить строительство и передать лодку флоту в 1960 году вместо запланированного ранее 1961 года. Предприятие перешло на круглосуточный режим работы.
В июле 1959 года в реакторном отсеке были установлены ядерные реакторы ВМ-А. К ноябрю завершён монтаж основного оборудования: парогенераторов, насосов, теплообменников и фильтров. На конец года готовность составила 74,5 %.
В феврале 1960 года Военно-промышленная комиссия Совета Министров приняла решение о проведении комплексных испытаний атомной энергетической установки с действующим реактором непосредственно на территории завода, без использования специализированной базы Тихоокеанского флота. Для этого был построен ряд дополнительных сооружений и создан плавучий комплекс радиационной безопасности.
12 мая 1960 года лодка была выведена из строительного дока. Проверку готовности провела государственная комиссия под руководством академика А. П. Александрова.
10 сентября состоялся пуск реакторов. Пятидневные испытания подтвердили стабильную работу атомной энергетической установки. 25 сентября лодку начали транспортировать в транспортном доке, а спустя четыре дня она самостоятельно, с работающим реактором, направилась в бухту Павловского. Часть ходовых испытаний была проведены уже на этом переходе.
Испытания продолжались в ноябре-декабре 1960 года. Проверка ракетного вооружения выявила низкую надёжность его функционирования, в связи с чем лодка была возвращена на доработку. Повторные выходы в море состоялись в марте-апреле 1961 года. 27 мая были успешно проведены испытания: четыре ракеты были запущены в одном залпе без сбоев. 28 июня головная подводная лодка К-45 (заводской № 140) проекта 659 вошла в состав Тихоокеанского флота.

### Строительство второй лодки проекта
Строительство второй подводной лодки проекта (заводской № 141) шло с отставанием от графика, вызванным задержками в поставках оборудования и материалов. Значительное внимание и ресурсы были сосредоточены на головной лодке, что также повлияло на сроки.
В мае 1960 года завод посетил заместитель Председателя Совета Министров СССР, председатель Военно-промышленной комиссии Д. Ф. Устинов. Он потребовал ускорения темпов строительства и способствовал решению логистических и производственных проблем. Благодаря его вмешательству и самоотверженной работе коллектива, лодка К-59 была передана Военно-морскому флоту досрочно — 16 декабря 1961 года.
Последующие лодки проекта К-66 (заводской № 142), К-122 (заводской № 143) и К-151 (заводской № 144) вступили в строй в 1961—1962 годах.

## Конструкция
При проектировании подводной лодки за основу была взята атомная подлодка проекта 627А. Новый проект во многом повторял её конструктивные особенности, однако адаптация к основному вооружению — шести крылатым ракетам П-5 (в отличие от исключительно торпедного вооружения у 627А) — обусловила ряд отличий.
Форма лёгкого корпуса имела много общего с обводами подводных лодок проекта 658, но в конструкции 659-го проекта была увеличена высота палубной надстройки до уровня, соответствующего диаметру контейнеров для ракет. Такое решение позволило улучшить мореходные характеристики субмарины.
Расположение энергетических установок, оборудования и механизмов в целом соответствовало проекту 658, несмотря на различия в количестве отсеков.

### Корпус
Подводная лодка имела двухкорпусную конструкцию с развитой надстройкой, ограждением для выдвижных устройств и боевой рубки.
Прочный корпус изготавливался из высокопрочной стали АК-25 толщиной 22-35 мм. Большая его часть имела цилиндрическую форму, а оконечности выполнены в виде усечённых конусов. Внутреннее пространство делилось плоскими водонепроницаемыми переборками, рассчитанными на давление до 10 кг/см², на девять отсеков. Лёгкий корпус состоял из высокоуглеродистой стали и был покрыт противогидроакустическим материалом.
Цистерны главного балласта (ЦГБ) включали в себя четырнадцать цистерн. Три из них выполняли функции аварийно-балластных резервуаров, предназначенных для восстановления плавучести лодки при разгерметизации одного из пусковых контейнеров в каждом парном блоке. Вентиляционная система всех ЦГБ была автономной. Кингстоны и клапаны вентиляции управлялись дистанционно при помощи гидравлических приводов. Компенсация массы выпущенных ракет осуществлялась забором забортной воды в специальные прочные цистерны.
Размещение на подводной лодке проекта 659 оборудования и аппаратуры для подготовки и запуска крылатых ракет потребовало увеличения длины прочного корпуса, а следовательно, и всей лодки на 3,8 м по сравнению с проектом 627А. Расположение механизмов, оборудования и энергетической установки у подлодок проектов 659 и 658 было во многом идентичным, несмотря на разницу в количестве отсеков. Например, четвёртый отсек проекта 659 полностью соответствовал пятому отсеку проекта 658, пятый — шестому и так далее.

#### Отсеки
Прочный корпус подводных лодок проекта состоял из следующих отсеков:
- Первый — носовой торпедный и жилой
- Второй — аккумуляторный и жилой
- Третий — центрального поста
- Четвертый — вспомогательных механизмов
- Пятый — реакторный
- Шестой — турбинный
- Седьмой — электроэнергетический
- Восьмой — кормовой жилой
- Девятый — кормовой торпедный

### Энергетическая установка
Подводная лодка была оснащена атомной энергетической установкой. Паропроизводящий комплекс включал два водо-водяных реактора (ВВР) ВМ-А с общей тепловой мощностью 140 МВт.
Паротурбинная установка (ПТУ) состояла из двух главных турбозубчатых агрегатов (ГТЗА) типа ГТЗА-601, каждый из которых развивал мощность 17 500 л. с. В качестве источников электроэнергии использовались два навесных турбогенератора модели ГПМ-21. Движительная система включала два винта фиксированного шага (ВФШ).
Резервные источники энергии и вспомогательные средства движения включали два дизель-генератора М-820 мощностью 460 кВт каждый, три группы свинцово-кислотных аккумуляторных батарей 38-СМ (по 112 элементов в каждой группе), а также два гребных электродвигателя (ГЭД) мощностью 450 кВт, установленные на линии валов.

## Вооружение

### Ракетное
Подводные лодки проекта 659 оснащались крылатыми ракетами П-5, размещёнными в специализированных транспортно-пусковых контейнерах (ТПК). ТПК были закреплены на прочном корпусе и защищены палубой и бортовыми конструкциями надстройки. Контейнеры группировались в три парных блока: один в носовой части и два — в кормовой, за рубкой. Их подъём на угол запуска (15 градусов) осуществлялся при помощи гидравлических механизмов, установленных во втором, шестом и седьмом отсеках. Каждый блок поворачивался вокруг неподвижной оси, внутри которой проходили коммуникации, обеспечивающие связь ракеты с бортовыми системами лодки. Перед запуском контейнеры фиксировались в поднятом положении, а передние и задние крышки открывались. Полный цикл подготовки к запуску занимал 140 секунд, а открытие крышек — 20-25 секунд.
Запуск ракет осуществлялся при движении подводной лодки на скорости до 8 узлов в условиях волнения моря до 4 баллов. В этих же параметрах допускался аварийный сброс ракеты. Для одновременного старта всех боеприпасов требовался синхронный запуск их маршевых двигателей. Выхлопные газы выводились через задние крышки ТПК в специальные газоотводные каналы, расположенные в надстройке за контейнерами. Пуски выполнялись в строго определённой последовательности (ТПК № 6-3-2-5-4-1, где 1-2 — носовой блок ракет, 3-4 — средний, 5-6 — кормовой) во избежание попадания выхлопных газов стартовавших ракет в воздухозаборники следующих за ними. Время от момента всплытия лодки до запуска первой ракеты составляло около четырёх минут, а полное выполнение залпа — 12,5 минут.
С 1962 года лодки оснащались модифицированными ракетами П-5Д, получившими улучшенную систему наведения, уменьшившую разброс с 20 до 4,5-6 км на дальности 500 км.
После снятия П-5 и П-5Д с вооружения было принято решение о технической невозможности модернизации лодок проекта 659 под противокорабельные ракеты по причине недостаточных внутренних объёмов и другим причинам, поэтому все пять лодок были переоборудованы в торпедные по проекту 659Т с демонтажем ТПК крылатых ракет. Работы по переоборудованию проводились в 1963—1976 годах на судоремонтном заводе «Звезда» при участии специалистов завода имени Ленинского комсомола. В процессе переделывалась надстройка, демонтировались ракетные контейнеры, модифицировался гидроакустический комплекс.

### Торпедное
Подводные лодки проекта 659 изначально оснащались торпедным вооружением, предназначенным исключительно для самообороны. В носовой части размещались четыре 533-мм торпедных аппарата, а в корме — два 400-мм и ещё два аналогичного калибра в носовой оконечности. Боекомплект включал четыре торпеды калибра 533 мм моделей 53-65М или 53-65К, а также четыре 400-мм торпеды типов СЭТ-40 или МГТ-1. Управление торпедной стрельбой осуществлялось с помощью системы «Ленинград-659». После модернизации по проекту 659Т боезапас торпед был увеличен с 12 до 26-28 штук. За сочетание остававшегося слабым гидроакустического оснащения и огромного по тем временам торпедного боекомплекта лодки проекта 659Т носили прозвище «слепой бандит, вооружённый до зубов».

## История службы
Все пять подводных лодок вступили в строй с 1961 по 1963 годы и вошли в состав новообразованной 26-й дивизии подводных лодок с базированием на бухту Павловского, посёлок Тихоокеанский. В 1963—1964 годах все они были перебазированы на Камчатку в состав 45-й ДиПЛ, где успели совершить одну-две боевые службы с ракетами на борту.

Проект 659Т

После снятия ракет П-5 с вооружения лодки были переоборудованы по проекту 659Т (Торпедная). Переоборудование производилось во время средних ремонтов лодок в 1964—1974 годах, после завершения ремонта лодки были возвращены в состав 26-й ДиПЛ и несли службу в Японском море, Индийском океане, иногда доходя до берегов Африки. 
В 1980 году на К-122 произошёл пожар в турбинном отсеке, погибло 14 человек. В 1981 году К-66 выведена в резерв из-за протечек по крышке реактора, к 1984 году четыре остававшиеся в строю лодки были переведены в Советскую Гавань в состав образующейся 28-й ДиПЛ. Служба кораблей продлилась до конца 1980-х годов, когда все они были выведены из состава флота и впоследствии утилизированы. Ограждение рубки К-66 сохранено в качестве памятника на территории ДВЗ «Звезда».

## Представители
В составе серии планировалась построить 32 подводные лодки, однако строительство ограничилось серией из пяти кораблей для Тихоокеанского флота. Все они были построены на заводе имени Ленинского комсомола (№ 199) в г. Комсомольск-на-Амуре в 1958—1963 годах. Шестая лодка, К-30, достроена не была.
| Наименование | Зав. № | Дата закладки    | Дата спуска      | Дата вступления в строй                           | Флот | Примечание                                                                      | Списание | Статус                                                              |
| ------------ | ------ | ---------------- | ---------------- | ------------------------------------------------- | ---- | ------------------------------------------------------------------------------- | -------- | ------------------------------------------------------------------- |
| К-45         | 140    | 28 декабря 1958  | 12 мая 1960      | 28 июня 1961                                      | ТОФ  | Модифицирована по проекту 659Т (20.10.1970)                                     | 1989     | Утилизирована в 1999                                                |
| К-59         | 141    | 30 сентября 1959 | 25 сентября 1960 | 16 декабря 1961                                   | ТОФ  | Модифицирована по проекту 659Т (28.01.1971), переименована в К-259 (25.07.1977) | 1989     | Утилизирована в 1998                                                |
| К-66         | 142    | 26 марта 1960    | 30 июля 1961     | 28 декабря 1961 (по другим данным — 30 июня 1962) | ТОФ  | Модифицирована по проекту 659Т, в 1981 году выведена в резерв                   | 1986     | Утилизирована в 2005. Рубка сохранена как памятник на ДВЗ «Звезда». |
| К-122        | 143    | 21 января 1961   | 17 сентября 1961 | 6 июля 1962 (по другим данным — 30 сентября 1962) | ТОФ  | Модифицирована по проекту 659Т (06.02.1969)                                     | 1985     | Утилизирована в 1995                                                |
| К-151        | 144    | 21 апреля 1962   | 30 сентября 1962 | 28 июля 1963                                      | ТОФ  | Модифицирована по проекту 659Т                                                  | 1989     | Утилизирована в 2008                                                |
| К-30         | 145    | 1961             | -                | -                                                 | -    | Не достраивалась                                                                |          |                                                                     |